# 尼崎市立わかば西小学校
尼崎市立わかば西小学校（あまがしりつわかばにししょうがっこう）は、兵庫県尼崎市武庫川町にある公立の小学校である。

## 概要
尼崎市教育委員会の尼崎市立小・中学校 適正規模・適正配置推進計画に基づき、尼崎市立西小学校と尼崎市立若葉小学校との統廃合により設立された。校章は、旧若葉小学校の校章にあった「若葉」のイメージと旧西小学校の「西」を円でつないだデザインである。

## 沿革

### 経緯
尼崎市立わかば西小学校は、旧尼崎市立若葉小学校、旧尼崎市立西小学校との統合により設立された。

### 年表
- 2016年（平成28年）[1]
  - 4月1日 - 旧・尼崎市立若葉小学校の所在地に尼崎市立わかば西小学校が設立される。
  - 4月5日 - この日が創立記念日になる。
  - 4月7日 - 校章制定[2]。
  - 11月26日 - 校歌制定。（作詞：原田正郭、作曲：松田光二、編曲：一尾由里子・竹内知子[2]）
- 2018年（平成30年）4月1日 - 武庫川町1丁目25番地の旧:尼崎市立西小学校の跡地に移転。

## 学校教育目標
- わかるまで 自ら学習に取り組む子
- 確かな学力 = 自分で考え 解決できる
- 場を清め 協力して活動する子 勤労 協働 考えを深め合う子
- にこやかに 挨拶と返事ができる子
- しっかり食べ 進んで運動に親しむ子

## 通学区域と進学先中学校
出典

### 通学区域
- 尼崎市
  - 道意町1丁目 - 7丁目
  - 中浜町
  - 鶴町
  - 武庫川町1丁目 - 4丁目
  - 元浜町1丁目 - 5丁目
  - 大浜町1丁目 - 2丁目
  - 扇町
  - 末広町1丁目 - 2丁目
  - 丸島町
  - 平左衛門町

### 進学先中学校
- 尼崎市立大庄中学校

## 周辺
- 国道43号線
- 阪神高速3号神戸線
  - 上記2路線は、校地のすぐ南側を通る。
- 阪神電鉄本線 - 線路は校地のすぐ近くを通るが、尼崎センタープール前駅はやや離れている。
- 兵庫県道192号尼崎港崇徳院線
- 尼崎市営元浜団地
- 社会福祉法人来夢 どいゆうゆう保育園 - 進学前保育園のひとつ。
- 道意神社
- 尼崎ボートレース場
- 元浜緑地

## 交通
- 阪神バス「30」・「90」の各系統で、「元浜町2丁目」停留所より、ページトップにある画像の校門まで、
  - 阪急塚口行（30系統）・尼崎テクノランド前行（90系統）のりばから、徒歩約345m・約5分。
  - 武庫川行のりばから、徒歩約260m・約4分。
    - いずれも、国道2号と県道192号交差点を跨ぐ、横断歩道橋経由。
- 阪神電鉄本線尼崎センタープール前駅から、学校プールのある校地南東側の門まで、徒歩約875m・約13分。
  - 学校校地から駅構内まで、最短距離では約440mほどだが、校門設置個所と駅入口設置個所及び道路形状の関係で、約2倍の距離となる。

## 通学区域が隣接している学校
- 尼崎市立明城小学校
- 尼崎市立竹谷小学校
- 尼崎市立成徳小学校
- 尼崎市立大庄小学校